# Журналіст: Життя Бена Бредлі
Журналіст: Життя Бена Бредлі (англ. The Newspaperman: The Life and Times of Ben Bradlee) — американський документальний фільм, прем'єра якого відбулася 4 грудня 2017 року на телеканалі HBO. Знятий Джоном Маджіо, фільм розповідає про життя журналіста Бена Бредлі.

## Синопсис
«Журналіст: Життя Бена Бредлі» — це інтимний портрет відомого американського журналіста Бена Бредлі, який розказує про його життєвий шлях від молодого бостонського хлопчика, який страждав від поліомієліту, до одного з найбільш правдивих журналістських діячів XX століття.

## Задіяні особи
Інтерв'ю документальній кінострічці надали:
- Боб Вудворд
- Карл Бернштейн
- Квінн Бредлі
- Кортленд Міллой
- Девід Маранісс
- Девід Ремнік
- Дон Грем
- Джордж Вайлант
- Генрі Кіссінджер
- Бен Бредлі (молодший)
- Джим Гогланд
- Джим Лерер
- Джон Дін
- Норман Лір
- Річард Коен
- Роберт Кайзер
- Роберт Редфорд
- Саллі Беделл Сміт
- Саллі Квінн
- Тіна Браун
- Том Брок

## Прем'єра

### Прем'єра трейлеру
13 листопада 2017 року HBO випустила перший трейлер до фільму.

### Прем'єра фільму
29 листопада 2017 року відбувся прем'єрний показ кінострічки в Кінозалі HBO в Нью-Йорку.

## Відгуки
«Журналіст: Життя Бена Бредлі» отримав позитивні відгуки від кінокритиків. На сайті «Rotten Tomatoes» фільм має 94 % позитивних відгуків з середнім рейтингом 7.8 з 10, зроблений на основі 16 рецензій. Вебсайт «Metacritic» присвоїв фільму 80 балів зі 100, на основі рецензій 7 кінокритиків, та надав фільму позначку: «загалом позитивні відгуки».
У позитивній рецензії для «The Hollywood Reporter» Френк Шек написав: «Хронізуючи життя і кар'єру головного героя в захоплюючих деталях, кінострічка «Журналіст: Життя Бена Бредлі» стане справжнім задоволенням для журналістів і політичних любителів, не кажучи вже про тих, хто любить вільну пресу та знає її роль у нашій демократії». Схожі думки висловила Дороті Рабіновіц у «The Wall Street Journal»: «Як і очікували будь-які раціональні люди, головною темою документалки «Журналіст: Життя Бена Бредлі» є життя виконавчого редактора, який працював над висвітленням у «Washington Post» Вотергейтського скандалу, який призвів до відставки Річарда Ніксона, після чого Бредлі став героїчною персоною. А от що не так очікувалося, то це наростаюче відчуття, яке межує з шоком, від якого отримуєш задоволення. До того ж фільм бере ще й своєю життєствердністю і безжалісною відвертістю в погляді на життя і кар'єру Бредлі.» У менш однозначному огляді Верн Гей для «Newsday» дала фільму «дві з половиною зірки з чотирьох».

### Нагороди
| Дата           | Кінопремія                            | Категорія                               | Отримувач                        | Результат | Пос.  |
| -------------- | ------------------------------------- | --------------------------------------- | -------------------------------- | --------- | ----- |
| 20 січня, 2018 | Кінопремія Гільдії продюсерів Америки | Найкращий продюсер документального кіно | Тедді Кунхардт і Джордж Кунхардт | Номінація | [ 9 ] |